# هنري مواسان

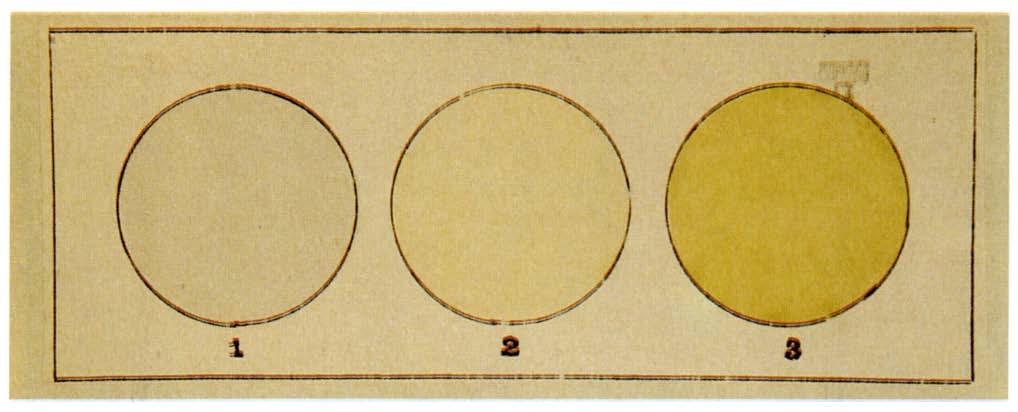
ملاحظة مويسان عام 1892 للون غاز الفلور (2) ، مقارنة بالهواء (1) والكلور (3)

هنري مواسان (Henri Moissan) هو صيدلي فرنسي ولد في باريس في 28 سبتمبر 1852 وتوفي في باريس أيضا سنة 1907. عرف بفضل كونه أول من عزل الفلور. مكنه ذلك من الحصول على جائزة نوبل في الكيمياء لسنة 1906.

## روابط خارجية
- هنري مواسان على موقع الموسوعة البريطانية (الإنجليزية)
- هنري مواسان على موقع إن إن دي بي (الإنجليزية)